# Сущевка (Ульяновская область)
Сущевка — село в Майнском районе Ульяновской области России. Входит в состав Анненковского сельского поселения.

## География
Село находится в центральной части Ульяновской области, в зоне хвойно-широколиственных лесов, в пределах Приволжской возвышенности, на правом берегу реки Озерки, на расстоянии примерно 12 километров (по прямой) к северо-западу от Майны, административного центра района. Абсолютная высота — 158 метров над уровнем моря.
Климат
Климат характеризуется как умеренно континентальный, с тёплым летом и умеренно холодной зимой. Среднегодовая температура воздуха — 4 — 4,2 °С. Средняя температура воздуха самого тёплого месяца (июля) — 19,5 °C ; самого холодного (января) — −11,8 °C. Среднегодовое количество атмосферных осадков составляет 310—460 мм, из которых большая часть (242—313 мм) выпадает в тёплый период.
Часовой пояс
Село Сущевка, как и вся Ульяновская область, находится в часовой зоне МСК+1. Смещение применяемого времени относительно UTC составляет +4:00.

## История
В 1673 году, в Симбирском уезде, на речке Майне, было поместье у синбиренина Семена Васильевича Щукина, 60 четвертей; из них 40 четвертей он выменил синбиренину Силуяну Кузьмичу Воронцову, а от Силуяна Воронцова это поместье перешло к синбиренину Андрею Сущову и его жене Татьяне Ивановне, которые на нем поселили своих крестьян. 
При создании Симбирского наместничества в 1780 году деревня Сущевка, при Белом ключе и речке Майне, помещиковых крестьян, вошло в состав Тагайского уезда. В 1796 году при создании Симбирской губернии деревня вошло в состав Симбирского уезда.
Во время генерального межевания (1795) деревня Сущовка принадлежала подпоручику Ивану Петровичу Сущову и гвардии прапорщику Михаилу Петровичу Языкову (отец Языкова Н. М.). За Сущовым числился 21 крестьянский двор (95 муж. и 100 жен.), а у Языкова было 7 дворов (43 муж., 45 жен.), но он их тогда же, в 1803 году, перевел в деревню Дубровку Мензелинского уезда Уфимской губернии, так что Сущов остался единственным собственником деревни Сущовки, с землей в количестве 962 дес. 1551 саж. От него это имение перешло к сыну, лейтенанту Петру Ивановичу Сущову, а ему наследовала, в 1855 г., вдова его, Елизавета Алексеевна Сущова с дочерью, кол. асс. Апполинариею Петровною Дейчман (711 десятин), которые, оставшуюся за наделом крестьян землю (427 десятин), продали кол. сов. Елизавете Петровне Маркъянович; а с 1880 года имением владеет дочь последней, девица Анастасия Павловна Маркъянович.
На 1859 год сельцо Сущовка входило в состав 2-го стана Симбирского уезда Симбирской губернии.

## Население
| 2010 |
| ---- |
| 168  |

Национальный состав
Согласно результатам переписи 2002 года, в национальной структуре населения русские составляли 66 % из 298 чел., чуваши — 26 %.